# Catedral de Mármol
La Catedral de Mármol (cattedrale di marmo) è una formazione minerale di carbonato di calcio che si trova lungo la costa del Lago Buenos Aires/General Carrera, in Cile. Accanto ad essa si trova la Capilla de Mármol (cappella di marmo). Nel corso del tempo le acque del lago hanno eroso le scarpate costiere creando queste formazioni spettacolari, che quando il livello delle acque del lago si abbassa possono essere percorse al loro interno con piccole imbarcazioni.
La cattedrale è uno degli isolotti che si trovano a pochi metri dalla riva, e che si chiamano Catedral de Mármol, Capilla de Mármol e Caverna de Mármol. Il porto più vicino alle formazioni è Puerto Río Tranquilo (nel comune di Río Ibáñez, a 223 km da Coyhaique, capitale della regione di Aysén).

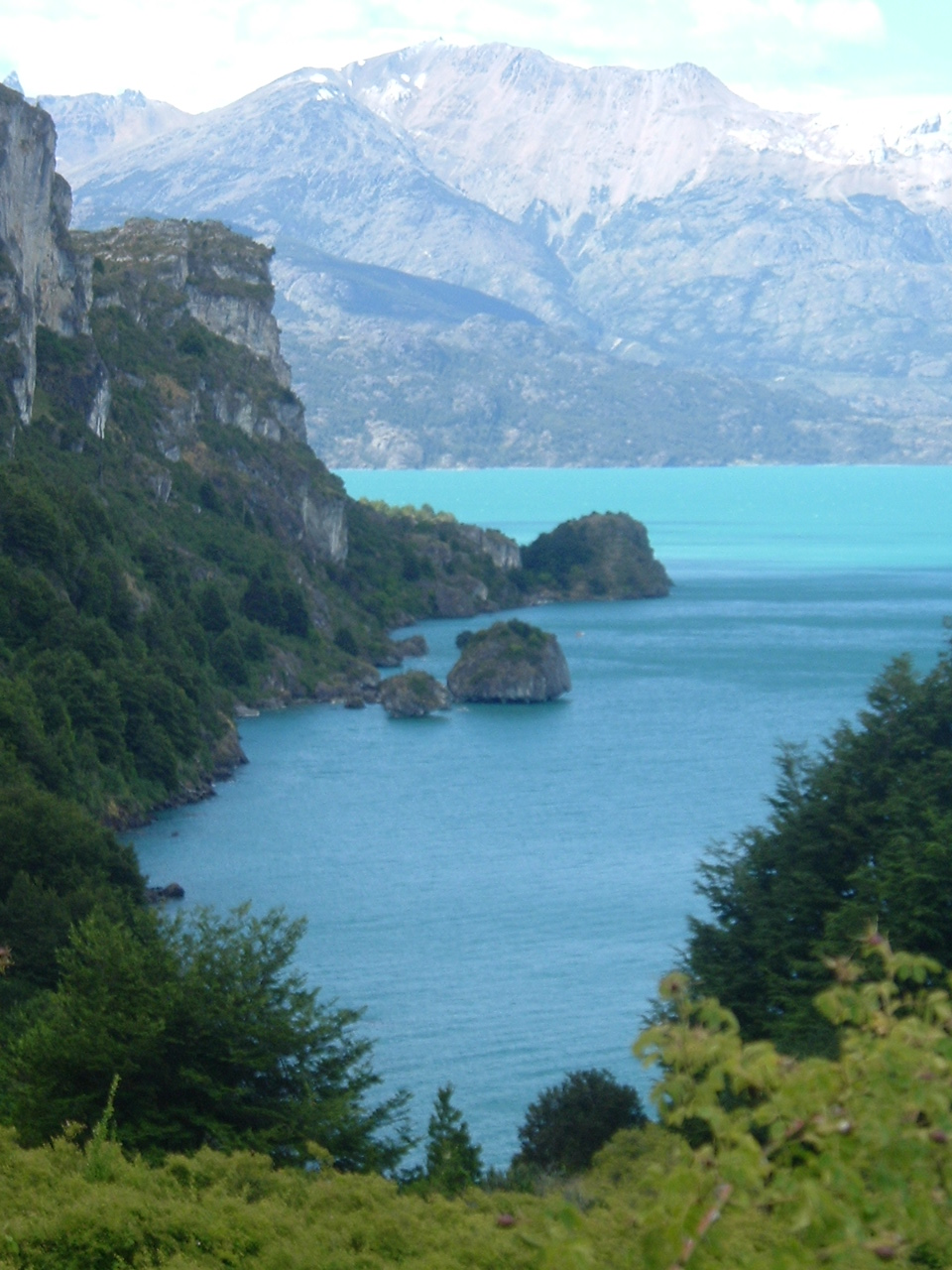
La Catedral de Mármol e la Capilla de Mármol (più piccola) viste dalla terraferma
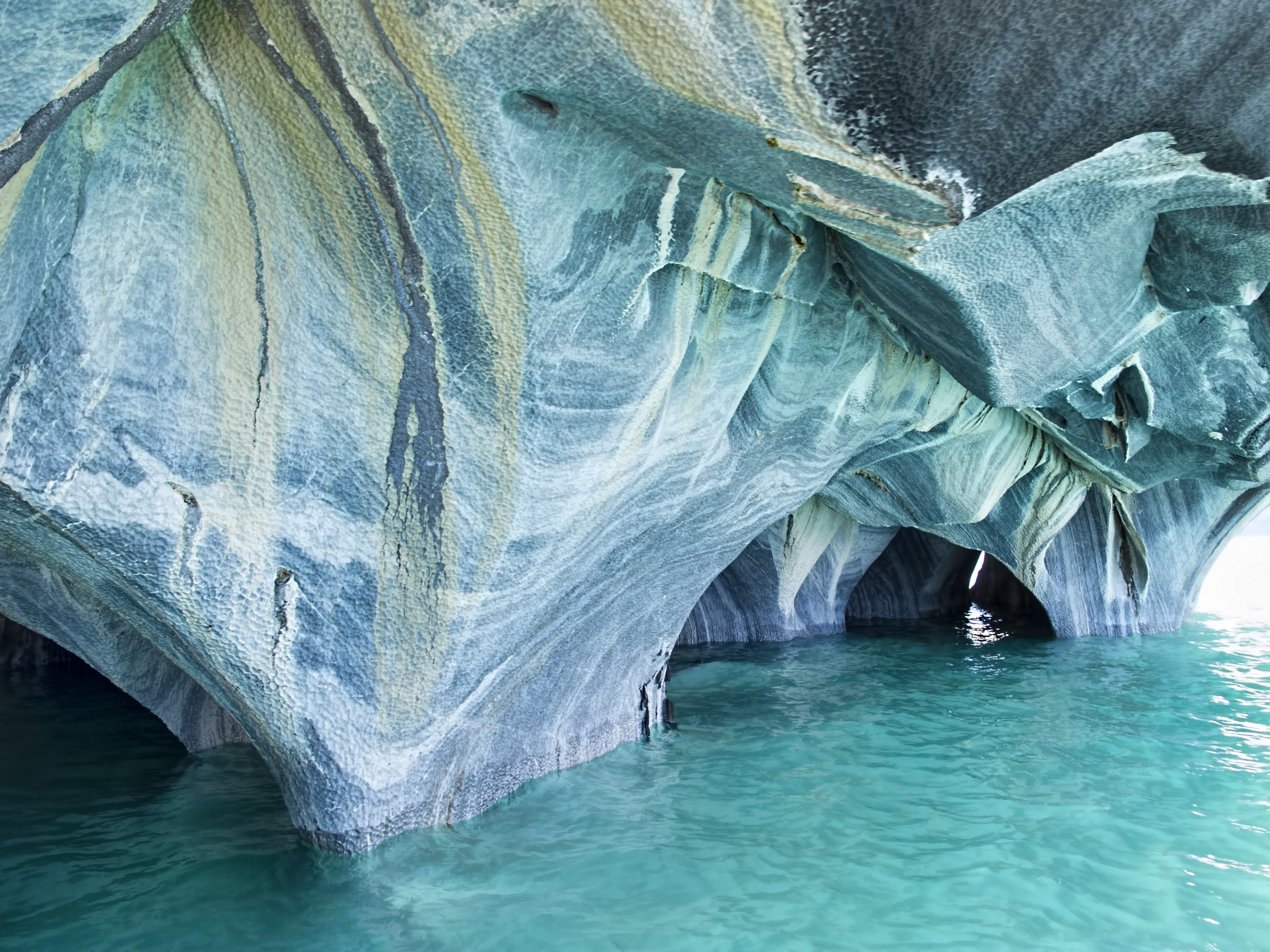
La Catedral de Mármol
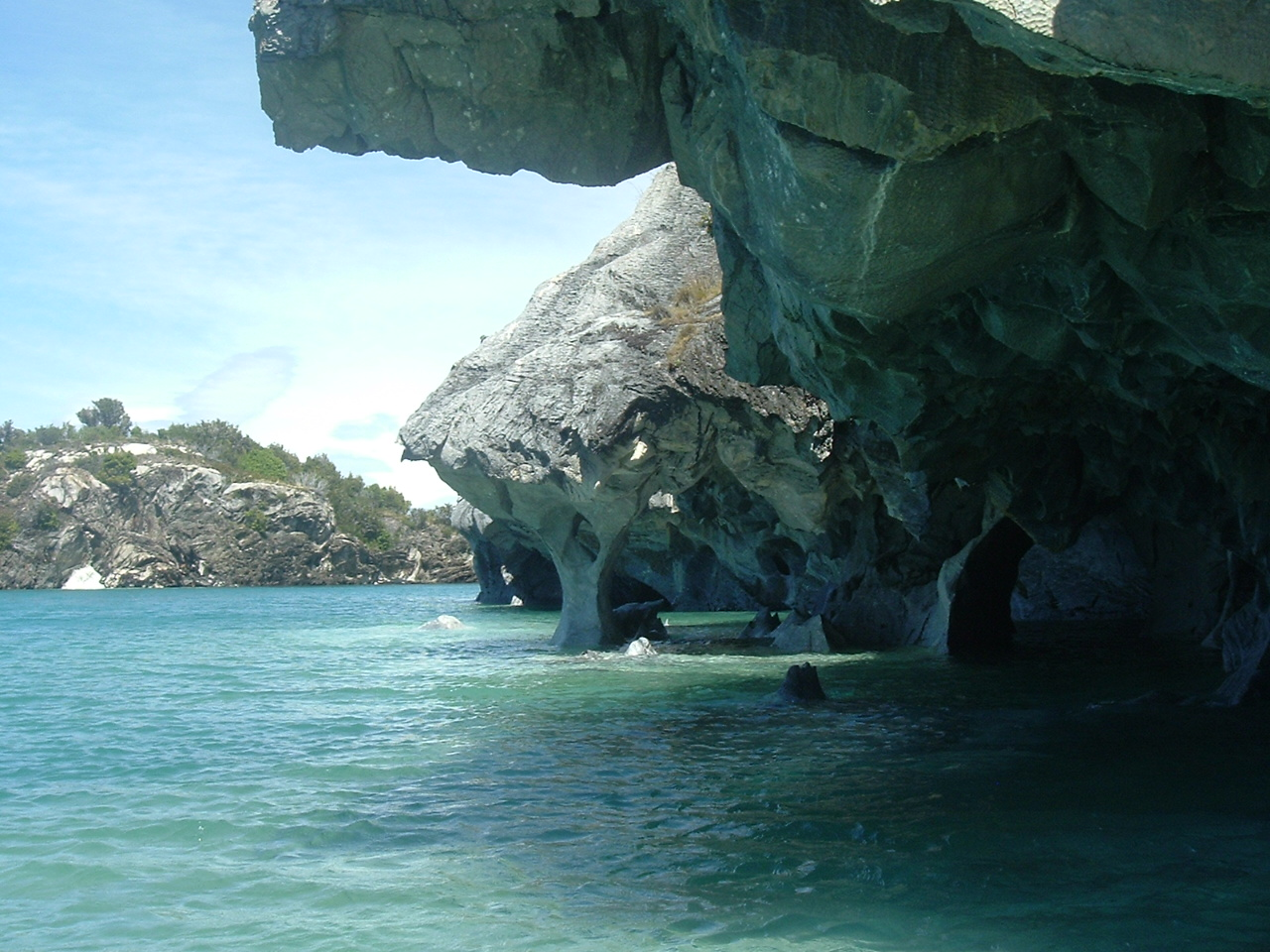
La Caverna de Mármol
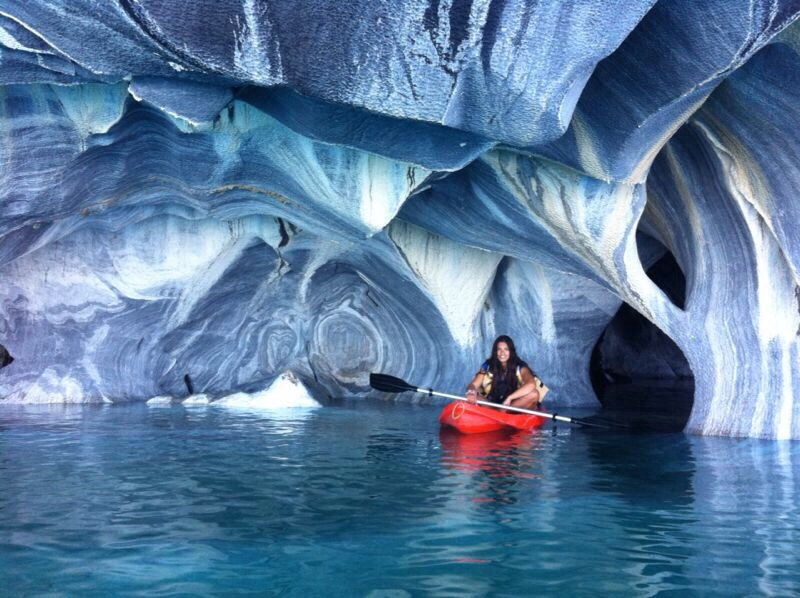
Esplorazione con imbarcazione
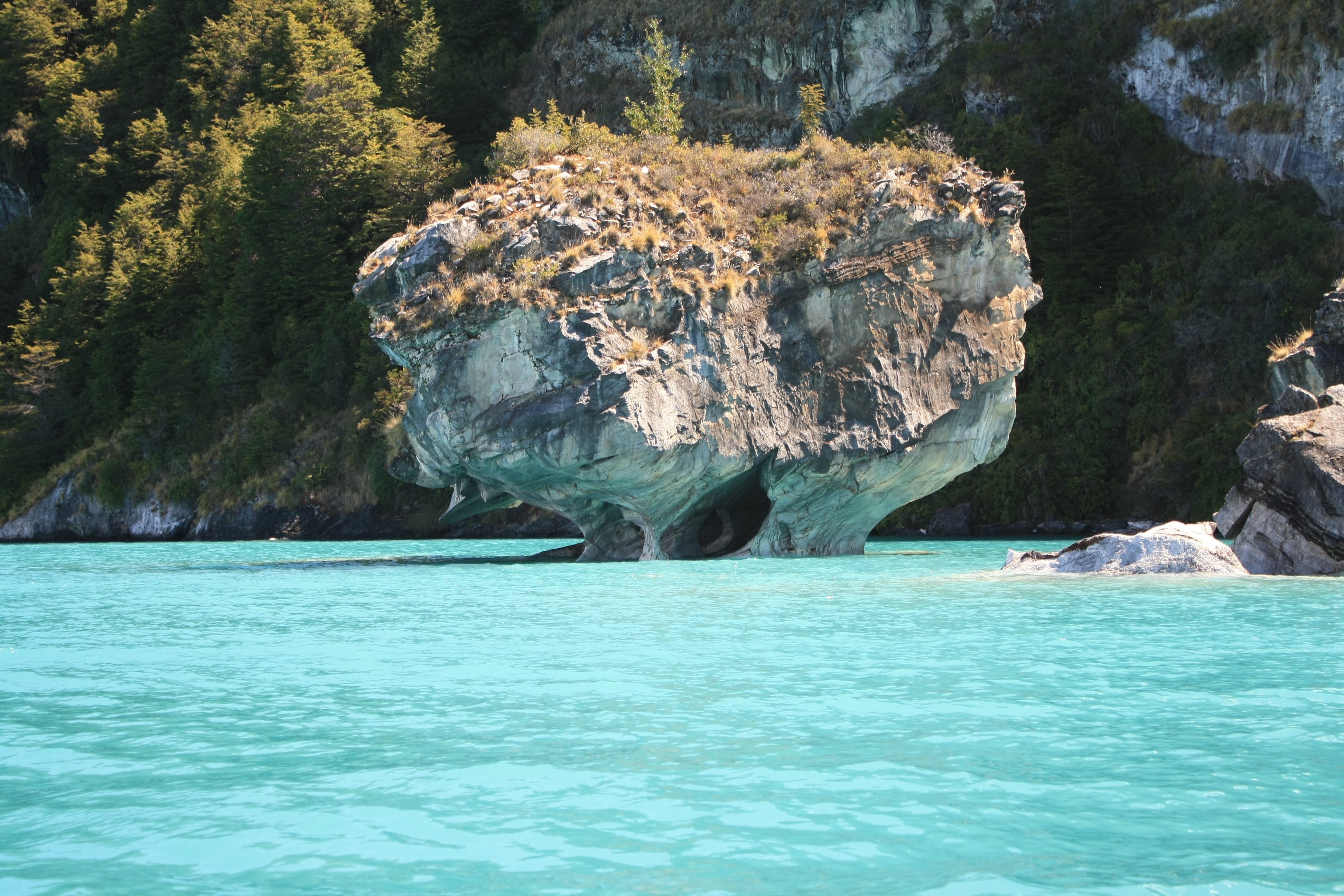
Veduta da Ovest
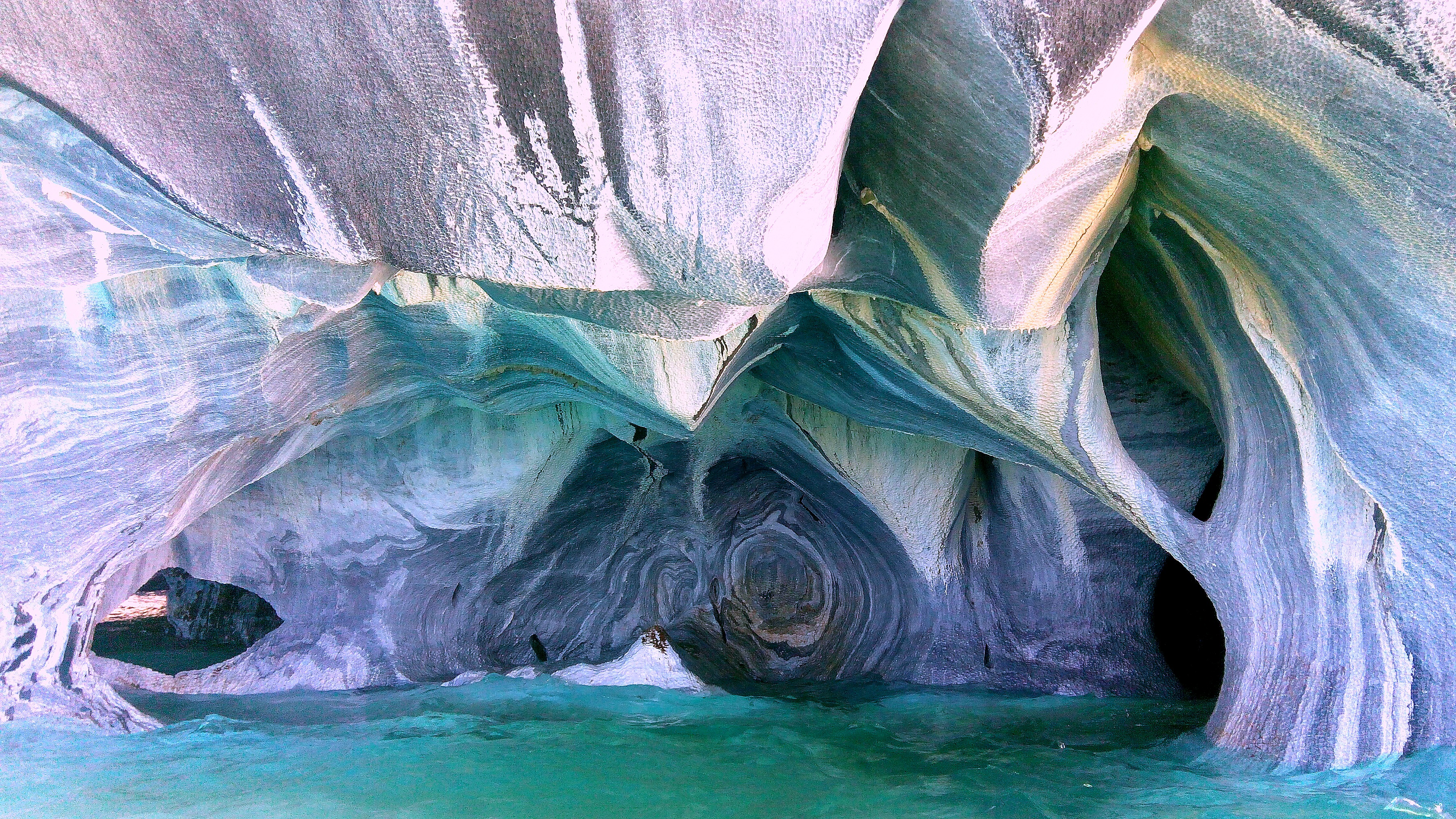
Giochi di luce e di forme nella parte semi-immersa
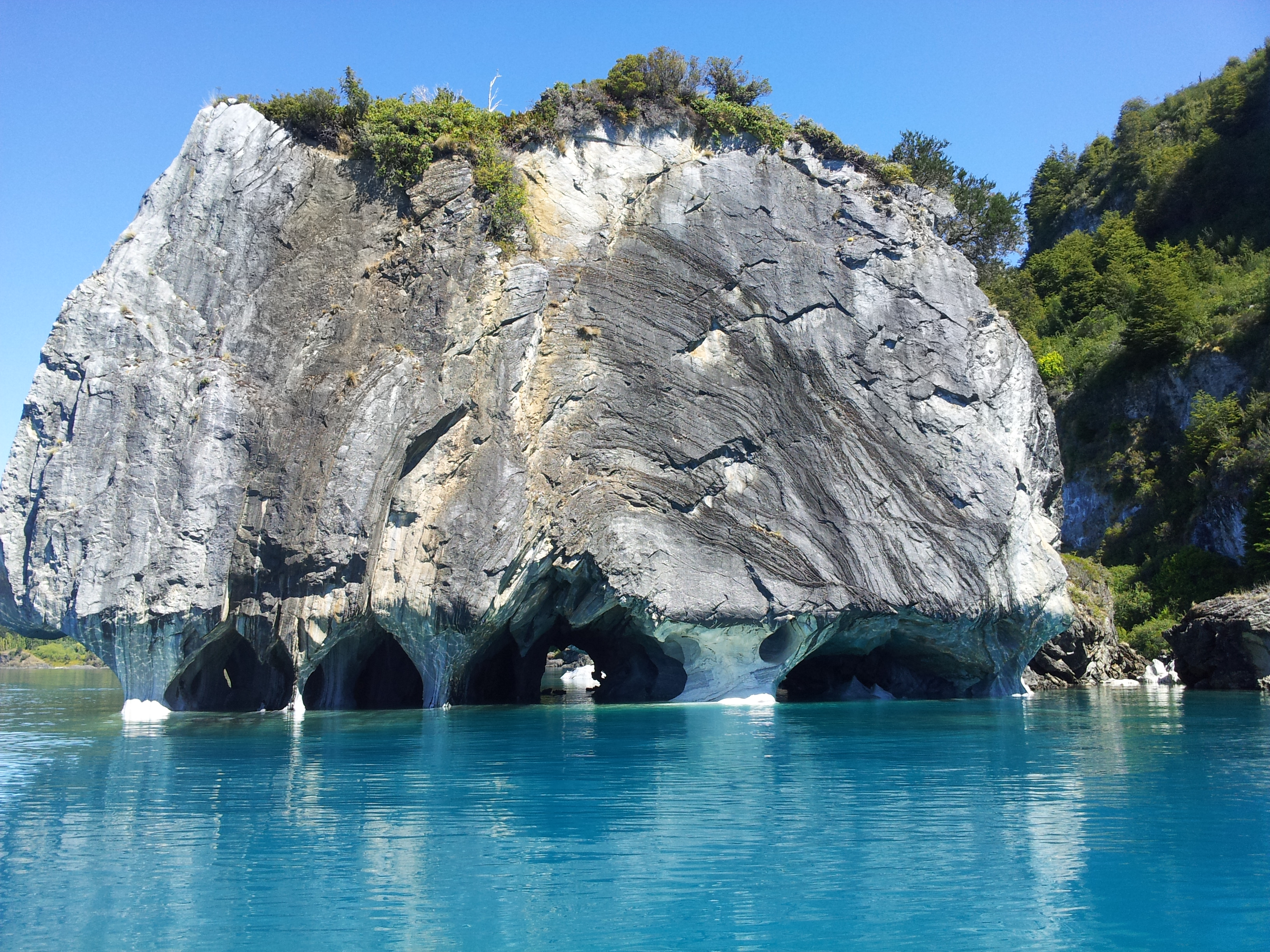
Veduta da Sud